# Ларсон, Митчелл Аарон
Митчелл Аарон Ларсон (англ. Mitchell Aaron Larson) (род. 3 августа в Бернсвилле, Миннесота) — американский сценарист и автор. Ларсон написал сценарии для нескольких мультсериалов, включая: «Фостер: Дом для друзей из мира фантазий», «Мой друг — обезьяна», Детство Криппи", «Гравити Фолз», «Маленький зоомагазин», и наиболее известный «Дружба — это чудо». В зависимости от того, над каким мультсериалом он работает, он упоминается как либо Митч Ларсон, М. А. Ларсон (в «Дружбе — это чудо» и «DC девчонки-супергерои»), и Митчелл Ларсон (редко).
Ларсон заинтересовался «Дружбой — это чудо» после работы с Лорен Фауст, оригинальным шоураннером мультсериала, над «Фостер: Домом»; он был удивлен её характеристиками главных героев и начал писать для шоу. Ларсон стал популярной фигурой среди взрослых и подростковых фанатов «брони» последнего шоу и стал частым гостем на различных конвенциях. Он также написал слова к нескольким песням для «Дружбы — это чудо» и «Маленького зоомагазина», а также работал в качестве редактора сюжета в пятом сезоне «Дружбы — это чудо».
В ноябре 2014 года первый роман Ларсона, «Академия „Pennyroyal“» (англ. Pennyroyal Academy), был опубликован под его прозвищем М. А. Ларсон. В настоящее время является главным сценаристом нынешнего шоу Лорен Фауст «DC девчонки-супергерои».

## «Академия „Pennyroyal“»
Ларсон написал «Академию „Pennyroyal“», которая была опубликована Putnam в ноябре 2014 года. Ларсон находился под влиянием того, что он называл «усталостью принцессы» в популярной культуре, когда писал для шоу Cartoon Network. В результате мозгового штурма он рассмотрел детскую работу, в которой много разных принцесс будут вместе в одном месте, имея дело с необходимостью жить вместе. Первоначально он называл это «Учебный лагерь принцесс», где персонажи-принцессы проходили строгую подготовку в пародии на военный учебный лагерь. Когда он начал разрабатывать книгу, он прочитал книгу «О пользе волшебства. Смысл и значение волшебных сказок» Бруно Беттельгейма, которая проанализировала такие работы, как «Сказки братьев Гримм» с использованием Фрейдистской психологии, и сделан вывод о том, что более тёмные элементы этих историй позволяют детям развивать свои эмоции. Вдохновленный этим анализом, Ларсон обновил свою работу за шестилетний период, чтобы ориентироваться на немного более взрослую аудиторию с более пугающими элементами и с меньшим количеством юмора. Получившаяся в результате книга стала «Академией „Pennyroyal“», которая сосредоточена на школе для начинающих принцесс и рыцарей, которые обучаются сражаться с приближающимися армиями, возглавляемыми злыми ведьмами. Ларсон отметил, что его опыт общения с персонажами «Дружбы — это чудо» нашёл отклик в его подходе к «Академии „Pennyroyal“».
«Академия „Pennyroyal“» была хорошо встречена критиками; Джули Клам из New York Times назвала работу «потрясающе захватывающим романом» и, несмотря на сравнение с Гарри Поттером, сочла, что работа стоит сама по себе. Перед публикацией работа была взята продюсерской компанией Риз Уизерспун, Pacific Standard, для экранизации фильма. Уизерспун в своем решении взять работу заявила, что «есть сюжет о принцессе, которая отражает ценности, которые молодые женщины действительно хотят воплощать … Эти принцессы сильны, независимы и свирепы, и рыцари, их противники. В рассказывании своего сюжета, Ларсон создал волшебную вселенную, в которой каждому понравится заблудиться».
После Ларсон написал два продолжения: «Теневые кадеты Академии „Pennyroyal“» (англ. The Shadow Cadets of Pennyroyal Academy) (2016) и «Принцесса воинов Академии „Pennyroyal“» (англ. The Warrior Princess of Pennyroyal Academy) (2017).